# Escarpa Crescente

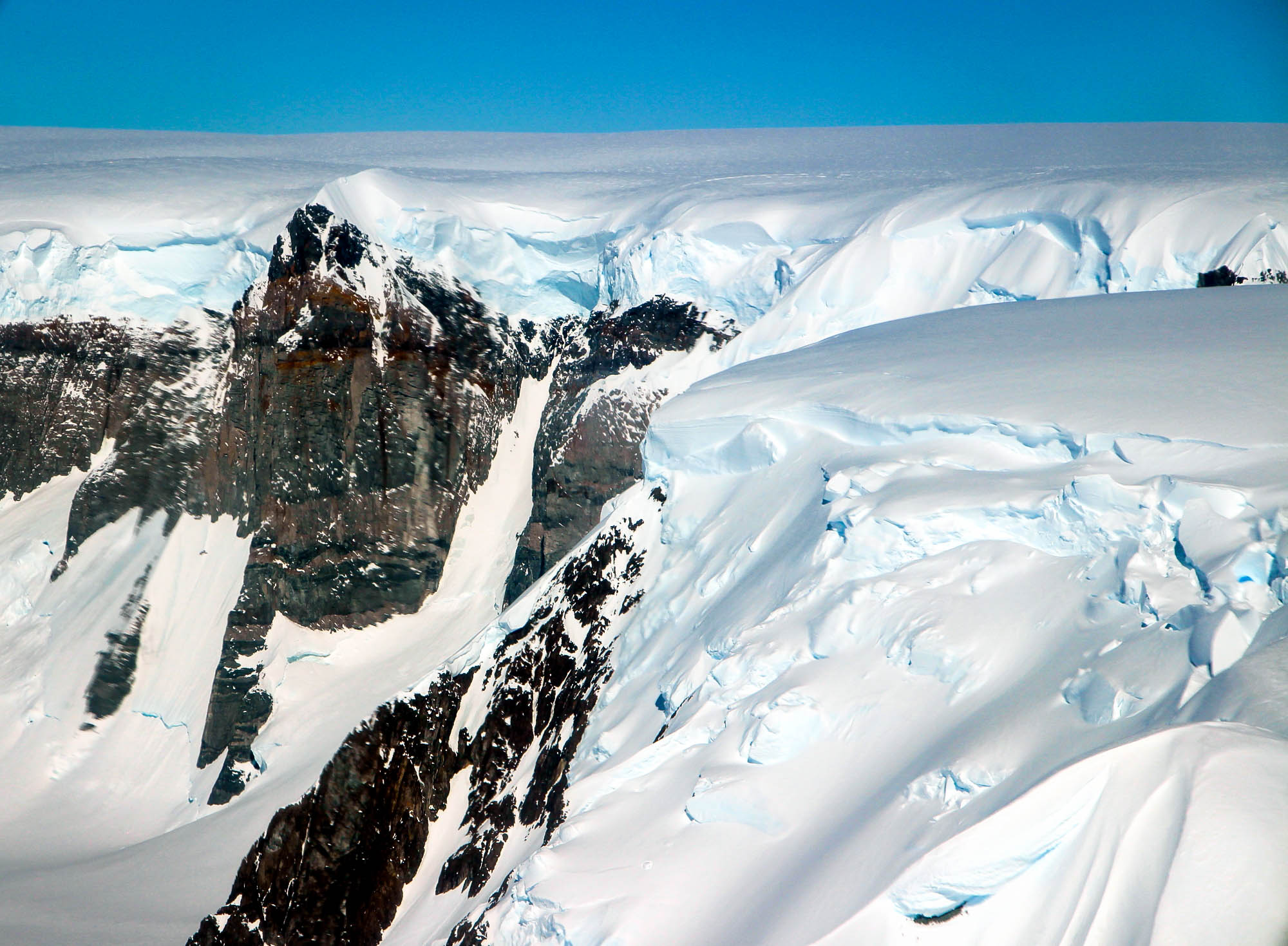
Escarpa Crescente

A escarpa Crescente é uma escarpa de rocha e de penhascos de gelo conspícuo, do lado norte se erguendo até 1400 m e situada no lado sul da Geleira Fleming no norte da Terra de Palmer, na Antártica. Mapeada de forma bruta em solo pela Expedição Britânica da Terra de Graham (BGLE) em 1936-37. Foi fotografado do ar pelo United States Antarctic Service (Serviço Antártico dos Estados Unidos) (USAS), 1940 e pela Expedição de Pesquisa Antártica Ronne (RARE), 1947. Remapeado pelo Falkland Islands Dependencies Survey (Serviço de Dependências das Ilhas Falkland) (FIDS), 1958, e nomeado descritivamente.
 Este artigo incorpora material em domínio público  de United States Geological Survey   , documento "Escarpa Crescente" (conteúdo do Geographic Names Information System).